# Uwe Schmidt (Politiker, 1945)
Uwe Schmidt (* 1. Juni 1945 in Berlin) ist ein deutscher Politiker (CDU) und war von 1991 bis 2006 Mitglied im Abgeordnetenhaus von Berlin.
Uwe Schmidt erwarb nach dem Schulbesuch 1969 einen Fachschulabschluss als Maschinenbauingenieur. Daran schloss er eine Ausbildung zum Kraftfahrzeugsachverständigen an. Er war dann bei verschiedenen Versicherungen in diesem Bereich tätig. Schmidt trat 1967 in die CDU ein. Von 1981 bis 1990 gehörte er der Bezirksverordnetenversammlung Tempelhof an. Im Wahlkreis Tempelhof 2 erhielt er 1995 ein Direktmandat im Abgeordnetenhaus.